# Прыжок слона из монорельса
Прыжок слона из монорельса — происшествие, случившееся 21 июля 1950 года в Вуппертале.

## Предыстория
Летом 1950 года Франц Альтхофф (1908—1987), руководитель передвижного цирка, известного своей довольно многочисленной слоновьей труппой, гастролировал по южной Германии. Главной рекламной приманкой для публики служила ему четырёхлетняя Туффи (нем. Tuffi), самка азиатского слона, с которой он работал с очень юного возраста. В каждом городе Туффи, не боявшаяся людей и приключений, совершала какой-то неординарный публичный жест: так, в Золингене она поднялась по строительным лесам, чтобы доставить каменщикам ящик пива, а в Оберхаузене приехала на трамвае посетить бургомистра. По предложению молодого журналиста и зоолога Хайнца-Георга Клёса, сопровождавшего труппу на гастролях с целью написать о ней статью, в Вуппертале рекламным трюком должна была стать поездка слонихи на городской монорельсовой дороге, представляющей собой не только транспортное средство, но и городскую достопримечательность.

## Происшествие
В городском районе Бармен слониха Туффи в сопровождении самого Альтхоффа, его сына, пресс-секретаря и множества журналистов села в вагон, самостоятельно взяв у кассира хоботом положенные ей четыре билета; остальные 14 слонов из труппы Альтхоффа провожали её. Поезд отправился в другую часть Вупперталя, Эльберфельд, где Альтхофф планировал посетить вместе с Туффи слоновник городского зоопарка. Однако уже по ходу движения поезда в вагон, где ехала Туффи, набились около 20 журналистов и какое-то количество случайных пассажиров. Неловким движением слониха наступила на ногу одного из пассажиров, тот закричал, началась паника, передавшаяся животному. Повернувшись к окну, Туффи несколько раз ударила в него, проломила стекло вместе со стеной и выпрыгнула наружу. Франц Альтхофф попытался выпрыгнуть за ней, но его сын удержал его.

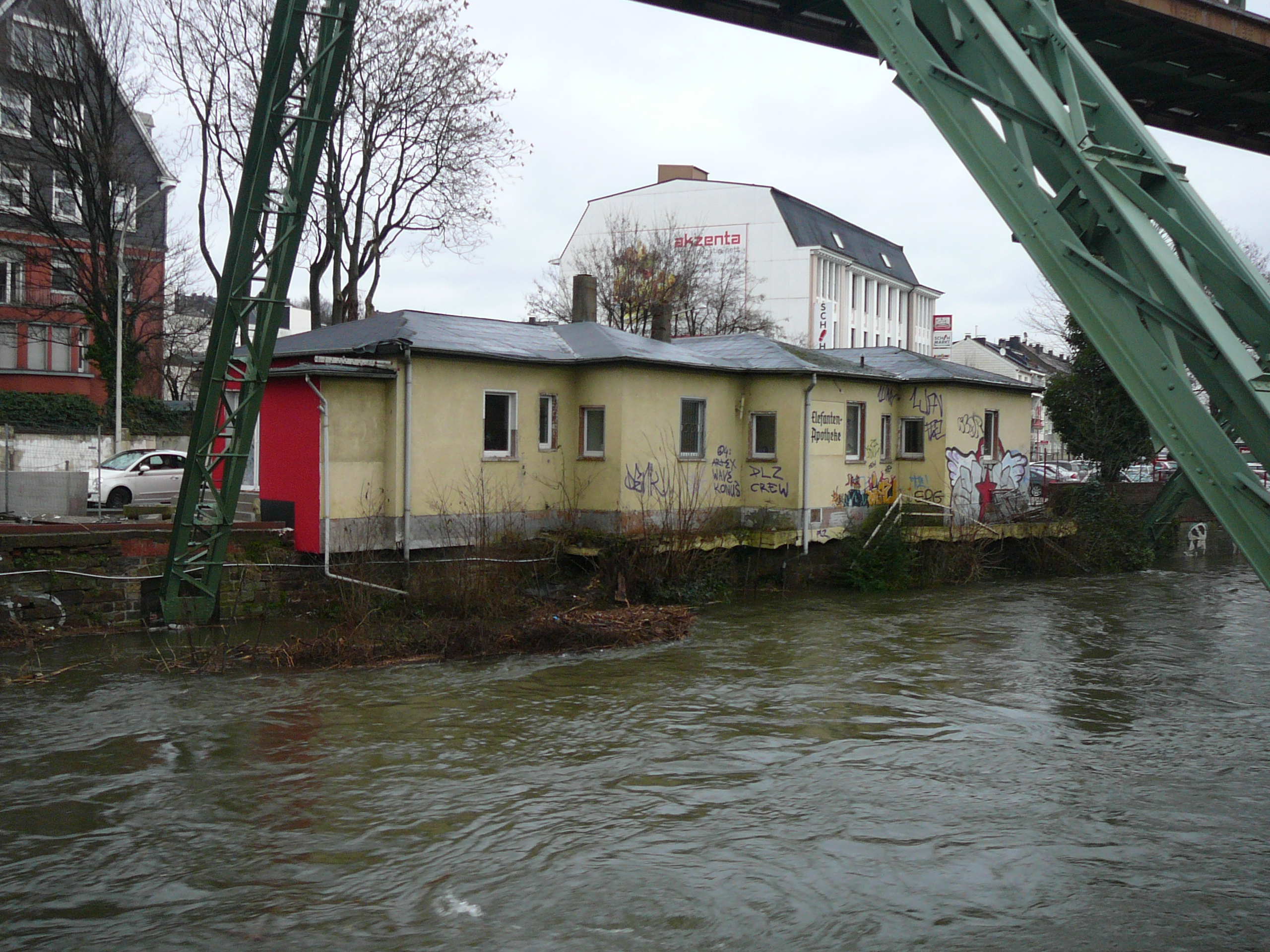
Бывшая «Слоновья аптека» на берегу Вуппера (2011)

Туффи упала в реку Вуппер, протекающую под подвесной дорогой, между станциями Верхний Рынок и Адлербрюкке, рядом с местом, где уже тридцать лет работала аптека под названием «Слоновья аптека» (нем. Elefanten-Apotheke). Слониха почти не получила повреждений. Альтхофф и руководитель городского транспортного отдела, давший разрешение на поездку, были оштрафованы — каждый на 450 немецких марок, за причинение лёгких телесных повреждений пассажирам и создание угрозы для транспортной безопасности по неосторожности; суд постановил, что подвесная дорога не подходит для перевозки слонов. Несмотря на множество репортёров на месте события, никто из них не оказался достаточно проворным для того, чтобы сделать фотографию происшествия, так что его последующие изображения представляют собой фотомонтаж.

## Последствия
Туффи продолжила успешную цирковую карьеру и после закрытия цирка Альтхоффа в 1968 году перешла во французскую цирковую труппу Алексиса Грюсса-старшего; она умерла в Париже в 1989 году.
Сразу после происшествия местный молокозавод начал продавать свою продукцию под брендом Tuffi. В дальнейшем права на бренд перешли к нидерландскому молочному производителю Friesland-Campina, продолжающему выпускать на своём германском производстве творог, сливки и молочные напитки под этой торговой маркой.

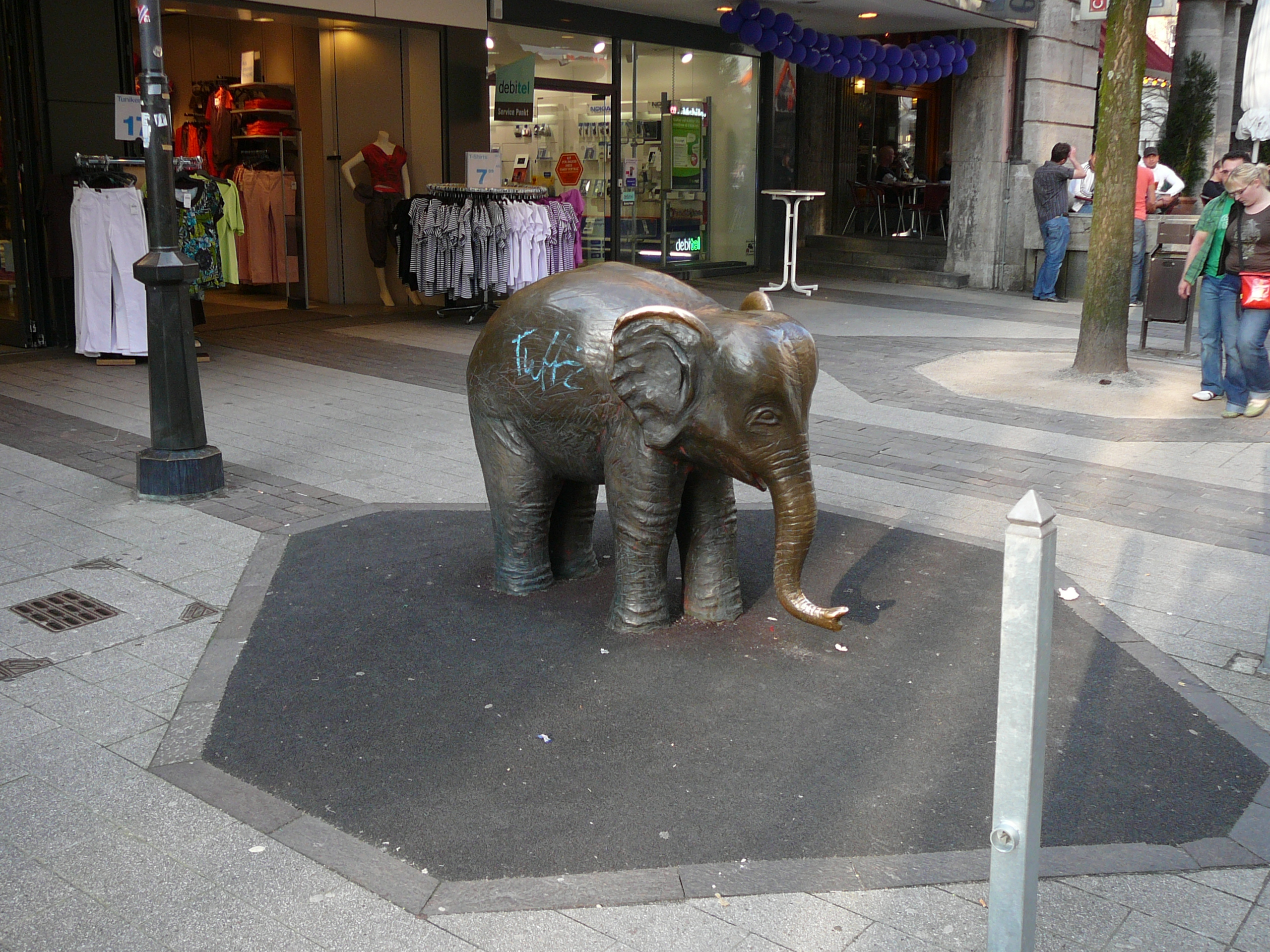
Статуя Туффи в Бармене (Вупперталь)

В 1992 году на главной пешеходной улице Бармена была установлена статуя слонёнка, которого местные жители и местная пресса называют Туффи.
В 2020 году непосредственно на месте падения Туффи прямо в реке был установлен памятный камень — скульптура Бернда Бергкемпера, напоминающая слонёнка лишь в самых общих чертах; камень предназначен не только для развлечения туристов, но и для улучшения экологического состояния реки.
Американский блюзовый певец Кори Макдэниел посвятил этому событию песню «Elephant’s fall in Wuppertal» (с англ. — «Падение слона в Вуппертале»).